# 杉本健勇
杉本 健勇（すぎもと けんゆう、1992年11月18日 - ）は、大阪府大阪市生野区出身のプロサッカー選手。Jリーグ・RB大宮アルディージャ所属。ポジションはフォワード、ミッドフィールダー。元日本代表。

## 来歴

### プロ入り前
セレッソ大阪の下部組織出身。小学5年生でサッカーを始め、中学1年生のときに初めて呼ばれたジュニアユース代表合宿で宮市亮、宇佐美貴史、高木善朗といった周囲のレベルの高さに衝撃を受け、チームに帰ってからは練習に明け暮れ、足元の技術を徹底的に磨いた。
高校2年時のクラブユース選手権では扇原貴宏と共にセンターバックで出場した。空中戦の強さに加え、両足から繰り出される正確なフィードで、攻撃の起点としても機能していた。準々決勝では、スコアレスのまま迎えた延長戦でセンターバックからFWにポジションを移し、決勝点を決めた。チームは決勝戦も制し、攻守にわたって活躍を見せた杉本は、大会MVPを獲得した。その後の大会では扇原が怪我をしたためセンターバックの相方は本来はゴールキーパーのはずの一森純となった。
2010年6月1日にトップチームとプロ契約を締結し、同年7月1日付けでトップチームに加入することが決まった。

### セレッソ大阪
2011年7月23日、第6節清水エスパルス戦でJリーグ初出場を果たし、8月24日、第23節横浜F・マリノス戦でプロ初ゴールを決めた。11月30日、ヴィッセル神戸戦でプロA締結条件である450分を達成し、プロA契約への移行を達成した。

### 東京ヴェルディ
2012年3月27日、出場機会を求めて東京ヴェルディへ期限付き移籍。4月1日、デビュー戦のFC町田ゼルビア戦でJ2初ゴールを決めた。夏までのわずか4か月の移籍だったが、18試合に出場し５得点3アシストを記録するなど、東京Vが昇格争いを演じた原動力となる活躍を見せた。
ロンドン五輪の日本代表に、最年少かつ唯一J2から選出された。第23節の松本山雅戦では、J2からただひとりの選出である事や、サンプロ アルウィンに登場した史上初のオリンピック日本代表選手である事から松本山雅のサポーターからエールが送られた。7月15日の東京Vでの最後の試合では、決勝点を決めてチームは1-0で勝利、試合後はロンドン五輪への壮行セレモニーが行われた。本人は東京Vに残ることを希望していたが、セレッソ側の要請もあり、7月17日にレンタル移籍期間満了でセレッソ大阪へ復帰。背番号は東京V在籍時に付けた41を背負う事になった。退団時点でチームは2位でありJ1昇格を射程圏内に収めていた。
また、この時の杉本について日テレ・東京ヴェルディベレーザに在籍していた清水梨紗は2019年の取材時に「以前、東京ヴェルディにいらしたときに、しっかり目を見て挨拶をしてくれて、胸がキュンとしました。それ以来、取材で好きなJリーグ選手を聞かれたときは、杉本選手と言い続けています」と話した。

### セレッソ大阪復帰
2013年7月26日、マンチェスターユナイテッドとのプレシーズンマッチに先発出場。南野拓実のハイプレスからこぼれたボールを拾い、相手DFに体を寄せられながらも2人を交わし、左足を振り抜いて先制点を決めた。ユナイテッドのデイヴィッド・モイーズ監督から高い評価を得た。

### 川崎フロンターレ
2015年、川崎フロンターレへ完全移籍。

### セレッソ大阪復帰
2016年、前年度に昇格を逃した当時J2のセレッソ大阪に完全移籍で復帰。同年8月26日、天皇杯の1回戦では5得点をあげる活躍を見せた。助骨を骨折して離脱していたが、9月18日、第32節のギラヴァンツ北九州戦では、医者を説得し途中出場した。そして決勝点を決めチームを勝利に導くと共に自身初となるシーズン10得点を達成した。続く33節でも医者を説得し出場し決勝点を決めて勝利に導いた。トップ下、右サイドハーフ、左サイドハーフといった2列目でレギュラー起用され、リーグ戦41試合出場14ゴール7アシストを記録した。
2017年、チームはJ1に昇格。新監督のユン・ジョンファンにセンターフォワードにコンバートされた。チームのクロス戦術で機能し 、11月18日に行われた第32節の横浜F・マリノス戦での誕生日弾でプロ初のシーズン20得点を達成した 最終的にJ1得点ランク2位の22得点まで伸ばした（1位は23得点の小林悠）。これはクラブに所属した日本人選手でリーグ戦1シーズンの歴代最多得点記録となった。11月4日のルヴァンカップ決勝・川崎フロンターレ戦で大会初出場、先制点を決めて優勝に貢献し、同大会のMVPを受賞した。12月4日、左足関節関節内遊離体嵌頓を発症し、12月21日に左足関節関節内遊離体を除去する手術を受けた ため、天皇杯決勝を欠場した。クラブにとってもリーグ戦3位に加えて2冠を獲得するなど、徹底した守備意識と選手のローテーションの歯車が合い、充実の1年であった。スペイン・ヘタフェCFから移籍のオファーが届いたものの熟慮の末、2018年1月11日にC大阪と契約更新に合意したと発表された。
2018年、手術後、復帰戦となったスーパーカップで山口蛍、清武弘嗣のゴールをアシストする活躍を見せたが 体が思うように動かなくなり「復帰後もずっと違和感が残っている」と話した。その後も、手術以前の感覚は戻っていない。シーズンを通して、右足薬指を剥離骨折や右肩を脱臼するなど、ケガが度重なった。前年のゴール前中央でプレーするストライカー役から変わってポストプレーヤーとして、味方の得点につなげる場面が増加し、敵陣での空中戦の回数と勝率はともに日本人選手ではトップクラスの数値を残した。チームがカウンターからボールポゼッションを重視するサッカーに変わり、パスをつなぐようになり、前年の自身の得点パターンであった両サイドからのクロスが少なくなり、得点が減少しリーグ戦30試合5得点で終えた。また、戦術が変わった事で杉本だけでなく、チームの他のフォワードも得点が少なくなりチーム内得点王はフリーキックで得点を重ねていた左サイドバックの丸橋祐介の6得点、チームのシーズン39得点はJ1全18チーム中、下から3番目だった。シーズン終了後に浦和からオファーが届き、C大阪はクラブの社長やチーム統括部長の大熊清、強化部長の森島寛晃が深夜まで説得し浦和と同等の条件で引き留めを図ったが、最終的には高みを目指す思いで浦和への移籍を決意した。

### 浦和レッズ
2019年、浦和レッズへ完全移籍。3月17日、第4節のセレッソ大阪戦では古巣相手にPKで移籍後初得点を記録した。6月26日、ACLラウンド16、蔚山現代戦の第2試合目では後半アディショナルタイム3分間に相手のコーナーキックを3回浴びたが全て杉本が跳ね返した。また2戦合計で1ゴール1アシストで勝利に貢献した。2年前の得点量産のイメージによって得点源として期待された。しかし、オズワルド・オリヴェイラ監督の指揮するスタイルに合わず、リーグ戦は途中出場が多く21試合の出場に留まり、得点はセレッソ大阪戦と第27節のサガン鳥栖戦でのPKでの得点 のみで不振のままでシーズンを終えた。また、第10節時点で成績不振による監督交代や、最終節でJ1残留が決まるなどチーム全体が低迷し始めていた時期であり、チームの34試合で総得点34はJ1全18チーム中下から4番目であった。「悩んで試合に出ても良い結果なんてついてこない、そのあと周りからいろいろ言われる。自分は、人に弱音を言えない性格ですし、逆にずっと強い自分を見せて、不安とかそういう感情は1ミリも出さなかったですね。だから、たぶん他の人からは見えていなかったと思うんですけど、自分のなかではとんでもないくらい苦しかったです」と話したが、そんな精神状態とは対照的に、チームではいつもどおり明るく振舞っていた。クラブは2017年から毎年監督が変わり、強化方針が定まらない中、同期入団のエヴェルトン、山中亮輔、鈴木大輔といった新戦力と共にチームにフィットしなかった。
2020年7月8日、第3節ベガルタ仙台戦の出場で、J1リーグ通算200試合出場を達成した。先発出場は11試合だった。
2021年4月7日、リーグ戦第8節清水エスパルス戦で1-0で迎えた後半31分に途中出場し、同45分に伊藤敦樹のクロスからダイレクトボレーシュートで追加点を決めて勝利に貢献した。また、これが自身のJ1通算50ゴール目となった。
得点を量産した2017シーズンは中央や左サイドの高い位置でパスを受けたが、浦和でのパス受け位置は中盤が最も多かった。ゴール前でのプレーが減りストライカー役ではなく、中盤に下りての守備や組み立て役としてプレーした。

### 横浜F・マリノス
2021年7月、横浜F・マリノスへ期限付き移籍。8月12日、第18節の名古屋グランパス戦で移籍後初先発で初ゴールを決めた。第32節、0-1の劣勢の中74分に途中出場すると、チームは4-3-3から4-4-2へ布陣を変更。杉本は巧みなキープを見せてマリノスが攻撃に転じる時間を確保し、サイドを駆け上がる味方にパスを供給するなど、ケヴィン・マスカット監督の「相手の中盤センターバックの間でボールを受けながらゴール前に入っていく」指示をこなし、84分にはエウベルのクロスからヘディングで同点弾を決めた。「得点ランキングトップで走る大然を前に残らせて、なんとか点を取らそうと思って」いたと話したように、その流れの中で前田大然が逆転弾を奪い勝利、チームは優勝争いに踏みとどまった。レギュラー陣に割って入るには至らなかったが、打点の高いヘディングとキープ力といったマリノスに不足していたセンターフォワードとしての役割を担い、先発出場2試合で11試合出場3得点を記録。途中加入ながらマリノスのテンポの速いサッカーの中で、ポストプレーヤーとして機能し、チームの優勝争いに貢献した。
目立った活躍をみせていたが、浦和との複数年契約は翌年も残っており、完全移籍で獲得するには莫大な移籍違約金が必要となることから、5か月の在籍で退団となった。

### ジュビロ磐田
2022年、J1に昇格したジュビロ磐田へ期限付き移籍。ルヴァンカップ第3節で献身的な守備でホーム初白星に貢献。前線からの守備やポストプレーで貢献。90分あたりの敵陣空中戦勝利数はリーグ3位の18回を記録した。
2023年シーズンより完全移籍で加入。

### 横浜F・マリノス復帰
2023年3月、横浜F・マリノスへ期限付き移籍。

### 大宮アルディージャ
2024年、 J3に降格した大宮アルディージャへ期限付き移籍。長澤徹監督の元で、8年振りに最適正ポジションの攻撃的ミッドフィルダーで起用された。開幕戦ではトップ下で起用、攻守で躍動した。ヤクブ・シュヴィルツォクを欠く中で、チームを牽引し、走行距離がチームトップの13kmを記録する事もあった。リーグ前半戦最後の試合では、後半アディショナルタイムに劇的な決勝点を決めた。チームは13勝4分1敗の勝ち点43でダントツの1位で折り返した。第21節讃岐戦でシーズン9得点目を挙げたが、その後はフォーメーションの変更などもあり得点のない時期が続いたものの、第35節鳥取戦で先制点を挙げ、2017年以来7年ぶりとなるシーズン二桁得点を達成した。
11月19日開催の第37節 FC岐阜戦にて、至近距離から対戦選手の北龍磨に向かってボールを投げつけた行為によりキャリア初のレッドカードを受け、1試合の出場停止処分となった。
最終的にシーズン34試合出場10ゴール7アシストとどちらもチーム内トップを記録し、J3優勝J2復帰に貢献した。シーズン終了後に2024年のJ3リーグベストイレブンに選出された。J3所属の全選手の投票で選出されるJPFAアワードJ3年間ベストイレブンと年間最優秀選手賞を受賞した。またレオナルド、谷口海斗に次ぐJリーグ史上3人目のJリーグの全カテゴリーで二桁得点を達成した選手となった。チームとしては勝点85、年間25勝でいずれもJ3史上最多記録を樹立した。
2024年12月25日、2025シーズンより完全移籍で加入することが発表された。

### RB大宮アルディージャ
2025年より所属の大宮アルディージャのチーム名がレッドブル体制のRB大宮アルディージャへ変更された。第6節にはダイレクトボレーシュートでゴールを決め、勝利に貢献した。第14節首位のジェフ戦では2シャドーの一角で起用され攻守の両局面で存在感を示すと、1-1で迎えた53分、自陣センターサークル付近での杉本のプレスバックからカウンターが発動され、最後は相手のオウンゴールで大宮が勝ち越し2-1で勝利した。

## 日本代表
各年代別の日本代表に選出され、2009年にはFIFA U-17ワールドカップに出場を果たした。ブラジル戦では後方からのパスを右足アウトサイドでトラップし、スピードを落とさず冷静に同点ゴールを決めた。U-18ではセンターバックもこなしていた。
2012年には、ロンドン五輪に臨むU23代表入りを目指すが、セレッソ大阪では出場がなく、東京ヴェルディ1969に期限付き移籍したところ、出場機会を得て活躍を見せた。U23にはセレッソで同僚の清武、扇原、山口が主力となっており、結果的に、『同一クラブから3選手まで』の規定により落選する事を回避することになった。本大会直前のテストマッチで、短い出場時間の中でアピールに成功、不調だった大迫勇也に変わって本大会メンバーに滑り込んだ。
2015年5月、国内組のみを対象にしたサッカー日本代表の合宿（試合はなく合宿のみ）メンバーに選ばれた。
2017年8月24日、2018 FIFAワールドカップ・アジア3次予選に向けたA代表に選出された。9月5日、アジア3次予選の最終戦・サウジアラビア戦で途中交代から代表デビューを飾った。
10月10日、キリンチャレンジカップハイチ戦で代表初ゴールを挙げた。
2018年は、3月、8月、11月に日本代表に選出された。

## プレースタイル
187cmの長身にフィジカルを持ち合わせており、攻撃のポジションであればどこでも起用可能。センターフォワードにコンバートされた際に得点を量産したことからメディアからはいまだに、"ストライカーとして期待"といった見出しが躍るが、そもそも得点が命題のプレースタイルではなく、最適性はトップ下やシャドーといった2列目の攻撃的ミッドフィルダーである。
献身的な守備に加えて、空中戦・地上戦でも相手に身体を当てつつ時間を作るポストプレーに長けており、敵陣空中戦の勝利数は日本人フォワードではトップクラスの数値を記録し続けている。
センターバックにも適性がある。クラブユース選手権大会では急造センターバックだったにもかかわらず、大会を通してセンターバックで先発出場、勝負所ではセンターフォワードにポジションを移す、センターバック兼センターフォワードという珍しいスタイルで活躍、本職センターバックを抑えて大会MVPを受賞した。その後も、U-18日本代表にセンターバックとして招集された。
試合状況によっては、最終ラインまで下がってクロスを跳ね返すなど、キャリア初期に育てていたセンターバックとしての強さを活かしたプレーもする。
2017年シーズン第11節では、自陣からドリブルで独走し、ゴールを決めた。また、第29節サガン鳥栖戦のゴールは10月の月間ベストゴールに選ばれ、「相手に仕掛けて抜いていくドリブル突破は、長身の日本人FWには珍しく、まさに杉本選手らしいプレーといえる。」と選考委員会に評された。日本代表監督を務めていたヴァイッド・ハリルホジッチは、「とてもクオリティが高い。さらに体格もある。珍しいタイプの選手」と高く評価している。
大宮アルディージャVENTUSの選手が選ぶ年間MVPに選出された際に「年間とおして数字に表れないところへの貢献度がすごかった。今年のチームの旗振りをしていたのは杉本選手。特に守備へのスイッチ! 入れ方も超うまくて、ここだぞ! っていうのをほかの10人全員がわかるようなスイッチの入れ方だった。あと自分が本当に良いなと思うのは、パスやロングフィードが杉本選手とズレちゃったりすることもあるじゃないですか。でも出し手が見てくれてたことに対して、リアクションするところとか、厳しいこともちゃんと伝えるところ。それって簡単なことじゃないから、あれをピッチでやれる選手を初めて見た」「とにかく衝撃でした。諦めないのも当たり前だし、セカンドボールを拾うのも当たり前、前がスイッチ入れるのも当たり前…。でも、それを試合通して、もっと言うとシーズン通してやり切るのは絶対に簡単じゃない。」と評された。

## 所属クラブ
- 2001年 - 2005年 FCルイ・ラモス ヴェジット（大阪市立巽東小学校）
- 2005年 - 2007年 セレッソ大阪U-15（大阪市立新生野中学校）
- 2007年 - 2010年6月 セレッソ大阪U-18（興國高等学校）
- 2010年7月 - 2014年 セレッソ大阪
  - 2012年3月 - 同年7月 東京ヴェルディ（期限付き移籍）
- 2015年 川崎フロンターレ
- 2016年 - 2018年 セレッソ大阪
- 2019年 - 2022年 浦和レッズ
  - 2021年7月 - 同年12月 横浜F・マリノス（期限付き移籍）
  - 2022年 ジュビロ磐田（期限付き移籍）
- 2023年 - 2024年 ジュビロ磐田
  - 2023年3月 - 同年12月 横浜F・マリノス（期限付き移籍）
  - 2024年 大宮アルディージャ（期限付き移籍）
- 2025年 - RB大宮アルディージャ

## 個人成績
| 国内大会個人成績 | 国内大会個人成績 | 国内大会個人成績 | 国内大会個人成績 | 国内大会個人成績 | 国内大会個人成績 | 国内大会個人成績 | 国内大会個人成績 | 国内大会個人成績 | 国内大会個人成績 | 国内大会個人成績 | 国内大会個人成績 |
| 年度             | クラブ           | 背番号           | リーグ           | リーグ戦         | リーグ戦         | リーグ杯         | リーグ杯         | オープン杯       | オープン杯       | 期間通算         | 期間通算         |
| 年度             | クラブ           | 背番号           | リーグ           | 出場             | 得点             | 出場             | 得点             | 出場             | 得点             | 出場             | 得点             |
| 日本             | 日本             | 日本             | 日本             | リーグ戦         | リーグ戦         | リーグ杯         | リーグ杯         | 天皇杯           | 天皇杯           | 期間通算         | 期間通算         |
| ---------------- | ---------------- | ---------------- | ---------------- | ---------------- | ---------------- | ---------------- | ---------------- | ---------------- | ---------------- | ---------------- | ---------------- |
| 2010             | C大阪            | 31               | J1               | 0                | 0                | 0                | 0                | 0                | 0                | 0                | 0                |
| 2011             | C大阪            | 31               | J1               | 15               | 2                | 0                | 0                | 5                | 2                | 20               | 4                |
| 2012             | C大阪            | 16               | J1               | 0                | 0                | 0                | 0                | -                | -                | 0                | 0                |
| 2012             | 東京V            | 41               | J2               | 18               | 5                | -                | -                | -                | -                | 18               | 5                |
| 2012             | C大阪            | 41               | J1               | 12               | 1                | -                | -                | 4                | 4                | 16               | 5                |
| 2013             | C大阪            | 20               | J1               | 30               | 3                | 6                | 0                | 3                | 4                | 39               | 7                |
| 2014             | C大阪            | 20               | J1               | 32               | 5                | 2                | 0                | 4                | 1                | 38               | 6                |
| 2015             | 川崎             | 9                | J1               | 24               | 6                | 6                | 1                | 2                | 1                | 32               | 8                |
| 2016             | C大阪            | 9                | J2               | 41               | 14               | -                | -                | 3                | 6                | 44               | 20               |
| 2017             | C大阪            | 9                | J1               | 34               | 22               | 1                | 1                | 1                | 0                | 36               | 23               |
| 2018             | C大阪            | 9                | J1               | 30               | 5                | 0                | 0                | 2                | 0                | 32               | 5                |
| 2019             | 浦和             | 14               | J1               | 21               | 2                | 2                | 0                | 3                | 0                | 26               | 2                |
| 2020             | 浦和             | 14               | J1               | 33               | 2                | 2                | 2                | -                | -                | 35               | 4                |
| 2021             | 浦和             | 14               | J1               | 16               | 2                | 6                | 2                | 1                | 0                | 23               | 4                |
| 2021             | 横浜FM           | 41               | J1               | 11               | 3                | -                | -                | -                | -                | 11               | 3                |
| 2022             | 磐田             | 9                | J1               | 30               | 1                | 4                | 0                | 1                | 0                | 35               | 1                |
| 2023             | 磐田             | 9                | J2               | 4                | 0                | 1                | 0                | -                | -                | 5                | 0                |
| 2023             | 横浜FM           | 41               | J1               | 8                | 1                | -                | -                | 2                | 0                | 10               | 1                |
| 2024             | 大宮             | 23               | J3               | 34               | 10               | 0                | 0                | 1                | 0                | 35               | 10               |
| 2025             | 大宮             | 23               | J2               |                  |                  | 1                | 1                | 1                | 0                |                  |                  |
| 通算             | 日本             | 日本             | J1               | 296              | 55               | 29               | 6                | 28               | 12               | 353              | 73               |
| 通算             | 日本             | 日本             | J2               | 63               | 19               | 2                | 1                | 4                | 6                | 69               | 26               |
| 通算             | 日本             | 日本             | J3               | 34               | 10               | 0                | 0                | 1                | 0                | 34               | 10               |
| 総通算           | 総通算           | 総通算           | 総通算           | 393              | 84               | 30               | 6                | 33               | 18               | 456              | 108              |

| 国際大会個人成績 | 国際大会個人成績 | 国際大会個人成績 | 国際大会個人成績 | 国際大会個人成績 |
| 年度             | クラブ           | 背番号           | 出場             | 得点             |
| AFC              | AFC              | AFC              | ACL              | ACL              |
| ---------------- | ---------------- | ---------------- | ---------------- | ---------------- |
| 2011             | C大阪            | 31               | 1                | 0                |
| 2014             | C大阪            | 20               | 7                | 0                |
| 2018             | C大阪            | 9                | 4                | 1                |
| 2019             | 浦和             | 14               | 7                | 1                |
| 通算             | AFC              | AFC              | 19               | 2                |

その他公式戦
- 2016年
  - J1昇格プレーオフ 2試合0得点
- 2018年
  - FUJI XEROX SUPER CUP 1試合0得点
- 2019年
  - FUJI XEROX SUPER CUP 1試合0得点

出場歴
- Jリーグ初出場 - 2011年7月23日 J1第6節 vs清水エスパルス (大阪長居スタジアム)
- Jリーグ初得点 - 2011年8月24日 J1第23節 vs横浜F・マリノス (ニッパツ三ツ沢球技場)

## タイトル

### クラブ
セレッソ大阪
- Jリーグカップ：1回（2017年）
- 天皇杯 JFA 全日本サッカー選手権大会：1回（2017年）
- スーパーカップ：1回（2018年）

大宮アルディージャ
- 埼玉県サッカー選手権大会：1回 (2024年)
- J3リーグ：1回（2024年）

### 個人
- 日本クラブユースサッカー選手権大会 MVP：1回（2009年）
- Jリーグベストイレブン（J1）：1回（2017年）
- Jリーグ優秀選手賞：1回（2017年）
- J1リーグ月間MVP：1回（2017年7月）
- J1リーグ月間ベストゴール賞：1回（2017年10月）
- Jリーグカップ MVP：1回（2017年）
- Jリーグ優秀選手賞（J3）：1回（2024年）
- Jリーグベストイレブン（J3）：1回（2024年）
- JPFAアワード（J3）・ベストイレブン:1回 (2024年)[83]
- JPFAアワード（J3）・最優秀選手賞:1回 (2024年)[84]
- 大宮アルディージャVENTUSが選ぶ2024シーズンアルディージャMVP : 1回(2024年)

## 代表歴

### 出場大会
- U-15日本代表
  - AFC U-16選手権2008 (予選)・4試合出場 5ゴール
- U-16日本代表
  - AFC U-16選手権2008・4試合出場 3ゴール
  - 第8回豊田国際ユース
  - 第9回豊田国際ユース
- U-17日本代表
  - 2009 FIFA U-17ワールドカップ・3試合出場 1ゴール
- U-20日本代表
- U-22日本代表
- U-23日本代表
  - ロンドンオリンピックアジア最終予選・1試合出場 0ゴール
  - ロンドンオリンピック・4試合出場 0ゴール
- 日本代表
  - 2017年 - 2018 FIFAワールドカップ・アジア3次予選
  - 2017年 - キリンチャレンジカップ2017
  - 2017年 - EAFF E-1フットボールチャンピオンシップ2017 （怪我で離脱）

### 試合数
- 国際Aマッチ 8試合 1得点（2017年 - 2018年）

| 日本代表 | 国際Aマッチ | 国際Aマッチ |
| 年       | 出場        | 得点        |
| -------- | ----------- | ----------- |
| 2017     | 5           | 1           |
| 2018     | 3           | 0           |
| 通算     | 8           | 1           |

### 出場
| No. | 開催日         | 開催都市   | スタジアム                                 | 対戦国           | 結果 | 監督           | 大会                                    |
| --- | -------------- | ---------- | ------------------------------------------ | ---------------- | ---- | -------------- | --------------------------------------- |
| 1.  | 2017年9月5日   | ブライダ   | キングアブドゥラースポーツシティスタジアム | サウジアラビア   | ●0-1 | ハリルホジッチ | 2018 FIFAワールドカップ・アジア最終予選 |
| 2.  | 2017年10月6日  | 豊田       | 豊田スタジアム                             | ニュージーランド | ○2-1 | ハリルホジッチ | キリンチャレンジカップ2017              |
| 3.  | 2017年10月10日 | 横浜       | 日産スタジアム                             | ハイチ           | △3-3 | ハリルホジッチ | キリンチャレンジカップ2017              |
| 4.  | 2017年11月10日 | リール     | スタッド・ピエールモーロワ                 | ブラジル         | ●1-3 | ハリルホジッチ | 国際親善試合                            |
| 5.  | 2017年11月14日 | ブルッヘ   | ヤン・ブレイデルスタディオン               | ベルギー         | ●0-1 | ハリルホジッチ | 国際親善試合                            |
| 6.  | 2018年3月27日  | リエージュ | スタッド・モーリス・デュフラン             | ウクライナ       | ●1-2 | ハリルホジッチ | キリンチャレンジカップ2018              |
| 7.  | 2018年11月16日 | 大分       | 大分スポーツ公園総合競技場                 | ベネズエラ       | △1-1 | 森保一         | キリンチャレンジカップ2018              |
| 8.  | 2018年11月20日 | 豊田       | 豊田スタジアム                             | キルギス         | ○4-0 | 森保一         | キリンチャレンジカップ2018              |

### ゴール
| #  | 開催年月日     | 開催地     | 対戦国 | 勝敗 | 試合概要                   |
| -- | -------------- | ---------- | ------ | ---- | -------------------------- |
| 1. | 2017年10月10日 | 日本、横浜 | ハイチ | △3-3 | キリンチャレンジカップ2017 |